# مستعمره رود اورنج
مستعمره رود اورنج (انگلیسی: Orange River Colony) مستعمره سابق بریتانیا که پس از نخستین اشغال بریتانیا (۱۹۰۰) و سپس الحاق (۱۹۰۲) ایالت اورنج آزاد در جنگ بوئر دوم تشکیل شد؛ و در سال ۱۹۱۰ زمانی که استان ایالت آزاد اورنج به عنوان بخشی از اتحادیه آفریقای جنوبی در آن ملحق شد از مستعمرگی خارج شد.